# Mack Gordon
Mack Gordon, nato Morris Gittler (Hrodna, 21 giugno 1904 – New York, 28 febbraio 1959), è stato un compositore e paroliere statunitense.
Nell'ambito dei Premi Oscar 1943 ha vinto il premio alla "miglior canzone originale" per You'll Never Know dal film Vecchia San Francisco.

## Lista parziale di brani
- At Last
- Chattanooga Choo Choo
- Did You Ever See a Dream Walking?
- Goodnight My Love
- I Can't Begin to Tell You
- I Had the Craziest Dream
- (I've Got a Gal In) Kalamazoo
- It Happened in Sun Valley
- Mam'selle
- Serenade In Blue
- The More I See You
- There Will Never Be Another You
- With My Eyes Wide Open, I'm Dreaming
- You Make Me Feel So Young
- You'll Never Know

## Filmografia
- Il richiamo (Song of Love), regia di Erle C. Kenton (1929)
- Una ragazza allarmante (Love and Hisses), regia di Sidney Lanfield  (1937)